# Give me Liberty, or give me Death!

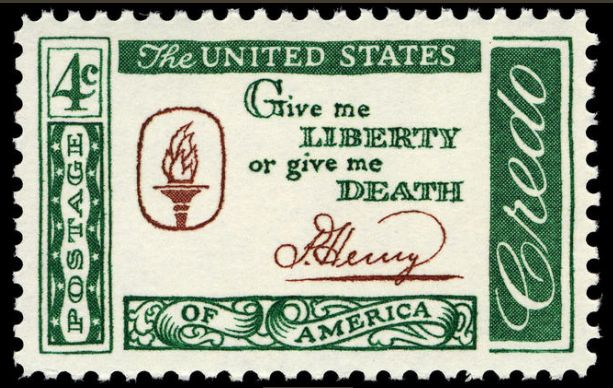
Citatet på ett frimärke (1961)

Give me Liberty, or give me Death! (svenska: Ge mig frihet, eller ge mig död!) är ett uttryck som Patrick Henry lär ha uttalat i ett tal den 23 mars 1775 i Saint John's Church i Richmond som slutkläm efter att ha yrkat kolonin Virginias utträde ur Storbritannien.
Den exakta ordalydelsen är okänd. Henrys tal trycktes i en bok av William Wirt långt senare men det är en efterhandskonstruktion som inte baserar sig på autentiska källor. Det som historiker är överens om är att Henry med sitt tal bidrog till patriotiska stämningar bland invånarna i Brittiska Amerika som strävade efter självständighet från Storbritannien. Thomas Jefferson och George Washington var på plats bland åhörarna och en knapp månad efter talet utkämpades slagen vid Lexington och Concord.
Efter talet hölls en omröstning där Henrys linje vann knappt, vilket utslag redan i sig påskyndade amerikanska revolutionen.